# Markbynke
Markbynke (Artemisia campestris), ofte skrevet mark-bynke, er en 30-60 cm høj urt eller halvbusk, der vokser på tør agerjord og i vejkanter.

## Beskrivelse
Markbynke er en halvbusk eller en flerårig, urteagtig plante med en nedliggende til opstigende vækst. Stænglerne er tynde og glatte eller fint hårede. bladene sidder enten i en grundstillet roset eller spredtstillet op ad stænglerne. Bladene er flere gange fjersnitdelte med trådtynde bladafsnit.
Blomstringen finder sted i juli-oktober, og blomsterne er samlet i små bitte, oprette til overhængende kurve, der danner endestillede, ensidige toppe. Frugterne er nødder uden fnok.
Rodsystemet består af en forveddet jordstængel og mange, lange rødder.
Højde x bredde og årlig tilvækst: 0,50 x 0,75 m (25 x 35 cm/år). Disse mål kan fx bruges til beregning af planteafstande, når arten anvendes som kulturplante.

## Voksested
Mark-Bynke er udbredt i Nordafrika, Lilleasien, Kaukasus, Centralasien og Nordamerika samt det meste af Europa, herunder også i Danmark, hvor den er almindelig på Øerne og i Nordjylland, mens den er ret sjælden i resten af landet. Arten er knyttet til lysåbne voksesteder med mildt, varmt lokalklima og en jord, som er meget tør og næringsfattig.
Ved Neusiedler See i det nordøstlige Burgenland, Østrig, findes arten i tørre, steppeagtige græssamfund sammen med bl.a. alm. fjergræs, bibernelle, Convolvulus cantabrica (en art af snerle), cypresvortemælk, fjeldknopnellike, glat rottehale, grenet edderkopurt, jordstar, lav iris, Linum tenuifolium (en art af hør), Ononis pusilla (en art af krageklo), plettet knopurt, Pulsatilla grandis (en art af kobjælde), sibirisk klokke, stenærenpris og sværdalant
| Portal | Portal:Botanik |

## Note
1. ↑  annonaceae.org: Pannonian dry vegetation along the margin of the eastern Alps S of Vienna (engelsk)